# Present (東京少年單曲)
《Present》，或譯作禮物（日语：プレゼント）是日本樂團東京少年的總計第4張單曲。1990年8月21日發行。發行公司為Victor Entertainment。

## 解說
標題曲「Present」是富士電視台電視動畫《亂馬1/2 熱鬥篇》選用的第3代片尾主題曲，使用時間從1990年8月10日（第39話）至同年11月30日（第54話）為止。另一方面，1992年10月21日發行的動畫CD原聲帶《亂馬1/2 格鬥歌牌》收錄了角色歌曲的翻唱版本，由響良牙的聲優山寺宏一主唱。
後來，「Present」陸續有在1999年3月17日發行的等《亂馬1/2》的相關專輯中收錄。

## 收錄歌曲
所有歌曲由笹野滿作詞。
1. Present
  - 作曲：手代木克仁，編曲：東京少年
  - 富士電視台電視動畫《亂馬1/2 熱鬥篇》片尾主題曲
2. 朝
  - 作曲：笹野滿
  - 「東京Mode學園（日语：東京モード学園）」電視廣告歌曲